# Item (serie de televisión)
Item (en hangul, 아이템; romanización revisada, Aitem), es una serie de televisión surcoreana emitida del 11 de febrero de 2019 hasta el 2 de abril de 2019 por MBC.
La serie está basada en el webtoon homónimo de Kim Jung-seok y Min Hyun.

## Sinopsis
La serie sigue a Shin So-young, una perfiladora criminal que posee muchas habilidades y que se mantiene compuesta incluso frente a escenas de crímenes impactantes y a Kang Gon, un fiscal lleno de justicia y de corazón cálido que intenta rescatar a su sobrina. Ambos trabajan juntos en sus intentos por descifrar los secretos detrás de varios objetos que tienen poderes especiales de protección. 
Ambos tendrán que luchar contra Jo Se-hwang, un sociópata que recopila los elementos con poderes sobrenaturales utilizando su poder y riqueza, y no le importa asesinar a quien intente detenerlo o entorpezca su camino.

## Reparto

### Personajes principales[5]
| Actor                                 | Personaje     | Ocupación            | N.º de episodios | Duración |
| ------------------------------------- | ------------- | -------------------- | ---------------- | -------- |
| Ju Ji-hoon Kim Young-dae Jung Ji-hoon | Kang Gon      | Fiscal               | 12               | 2019     |
| Jin Se-yeon Lee Chae-yoon             | Shin So-young | Perfiladora Criminal | 12               | 2019     |
| Kim Kang-woo                          | Jo Se-hwang   | Asesino Sociópata    | 12               | 2019     |

### Personajes secundarios
| Actor         | Personaje      | Ocupación                                                                              | N.º de episodios | Duración |
| ------------- | -------------- | -------------------------------------------------------------------------------------- | ---------------- | -------- |
| Kim Yoo-ri    | Han Yoo-na     | -                                                                                      | -                | 2019     |
| Lee Dae-yeon  | Shin Goo-cheol | Padre de So-young / Investigador Veterano                                              | -                | 2019     |
| Park Won-sang | Goo Dong-yeong | Sacerdote Católico                                                                     | -                | 2019     |
| Kim Byung-ki  | Jo Kwan        | Padre de Se-hwang                                                                      | -                | 2019     |
| Shin Rin-ah   | Kang Da-In     | Sobrina de Kang Gon                                                                    | -                | 2019     |
| Oh Seung-hoon | Seo Yo-han     | Detective / Compañero de So-young                                                      | -                | 2019     |
| Kim Do-hyun   | Choi Ho-joon   | Líder del Equipo de Perfiles de la Unidad de Investigación Especial / Jefe de So-young | -                | 2019     |
| Lee Jung-hyun | Go Dae-soo     | -                                                                                      | -                | 2019     |
| Kim Min-kyo   | Bang Hak-jae   | Preso                                                                                  | -                | 2019     |
| Lee Sung-woo  | -              | Detective                                                                              | -                | 2019     |
| Jung In-gyeom | Yoo Cheol-jo   | -                                                                                      | -                | 2019     |
| Choi Jin-ho   | Lee Han-gil    | Fiscal general adjunto / Socio de Se-hwang                                             | -                | 2019     |
| Im Young-sik  | -              | -                                                                                      | -                | 2019     |
| Yuk Jin-soo   | -              | -                                                                                      | -                | 2019     |

### Otros personajes
| Actor          | Personaje     | Ocupación                  | N.º de episodios | Duración |
| -------------- | ------------- | -------------------------- | ---------------- | -------- |
| Chun Young-min | -             | Chica de la sala de juegos | 1 (Ep. 7)        | 2019     |
| Yoon Yoo-sun   | -             | Madre de So-young          | -                | 2019     |
| Lee Seung-jun  | -             | Padre de Da-In             | -                | 2019     |
| Hwang Dong-joo | Ha Seung-mok  | ex-Bombero                 | -                | 2019     |
| Choi Kwon      | Kim Dae-heung | Detective                  | -                | 2019     |
| Lee Nam-hee    | -             | -                          | -                | 2019     |
| Go In-bum      | -             | -                          | -                | 2019     |
| Kim Seung-hoon | -             | -                          | -                | 2019     |
| Jung Jae-sung  | Kim Jae-jun   | Juez                       | 2 (ep. 1 y 2)    | 2019     |
| Lee Joo-bin    | -             | -                          | -                | 2019     |

## Episodios
La serie estuvo conformada por 32 episodios, los cuales fueron emitidos todos lunes y martes a las 22:00hrs (KST).

### Raitings
Los números en azul representan las calificaciones más bajas, mientras que los números en rojo representan las calificaciones más altas.
| Episodio | Fecha de Emisión      | Promedio de Audiencia Compartida | Promedio de Audiencia Compartida | Promedio de Audiencia Compartida |
| Episodio | Fecha de Emisión      | AGB Nielsen                      | AGB Nielsen                      | TNmS                             |
| Episodio | Fecha de Emisión      | Escala Nacional                  | Seúl                             | TNmS                             |
| -------- | --------------------- | -------------------------------- | -------------------------------- | -------------------------------- |
| 1        | 11 de febrero de 2019 | 4.0%                             | 4.3%                             | 4.7%                             |
| 2        | 11 de febrero de 2019 | 4.9%                             | 5.4%                             | 5.1%                             |
| 3        | 12 de febrero de 2019 | 4.0%                             | n/a                              | 4.2%                             |
| 4        | 12 de febrero de 2019 | 4.7%                             | n/a                              | 4.7%                             |
| 5        | 18 de febrero de 2019 |                                  |                                  |                                  |
| 6        | 18 de febrero de 2019 |                                  |                                  |                                  |
| 7        | 19 de febrero de 2019 |                                  |                                  |                                  |
| 8        | 19 de febrero de 2019 |                                  |                                  |                                  |
| 9        | 25 de febrero de 2019 |                                  |                                  |                                  |
| 10       | 25 de febrero de 2019 |                                  |                                  |                                  |
| 11       | 26 de febrero de 2019 |                                  |                                  |                                  |
| 12       | 26 de febrero de 2019 |                                  |                                  |                                  |
| 13       | 4 de marzo de 2019    |                                  |                                  |                                  |
| 14       | 4 de marzo de 2019    |                                  |                                  |                                  |
| 15       | 5 de marzo de 2019    |                                  |                                  |                                  |
| 16       | 5 de marzo de 2019    |                                  |                                  |                                  |
| 17       | 11 de marzo de 2019   |                                  |                                  |                                  |
| 18       | 11 de marzo de 2019   |                                  |                                  |                                  |
| 19       | 12 de marzo de 2019   |                                  |                                  |                                  |
| 20       | 12 de marzo de 2019   |                                  |                                  |                                  |
| 21       | 18 de marzo de 2019   |                                  |                                  |                                  |
| 22       | 18 de marzo de 2019   |                                  |                                  |                                  |
| 23       | 19 de marzo de 2019   |                                  |                                  |                                  |
| 24       | 19 de marzo de 2019   |                                  |                                  |                                  |
| 25       | 25 de marzo de 2019   |                                  |                                  |                                  |
| 26       | 25 de marzo de 2019   |                                  |                                  |                                  |
| 27       | 26 de marzo de 2019   |                                  |                                  |                                  |
| 28       | 26 de marzo de 2019   |                                  |                                  |                                  |
| 29       | 1 de abril de 2019    |                                  |                                  |                                  |
| 30       | 1 de abril de 2019    |                                  |                                  |                                  |
| 31       | 2 de abril de 2019    |                                  |                                  |                                  |
| 32       | 2 de abril de 2019    |                                  |                                  |                                  |
| Promedio | Promedio              | %                                | %                                | %                                |

## Producción
La serie estuvo basada en el webtoon del mismo nombre "Item" creada por Kim Jung-seok y Min Hyun (민형) publicado en marzo del 2017.
Fue dirigida por Kim Sung-wook y escrita por Jung Yi-do.
La primera lectura del guion fue realizada el 20 de septiembre del 2018 en el edificio de la MBC en Sangam-dong. El autor del webtoon original estuvo presente en la lectura.
La serie contó con el apoyo de la compañía productora "Huayi Brothers Media Corp." y fue emitida a través de MBC TV.